# Poiana cu narcise Gurghiu
Poiana cu narcise Gurghiu este o arie protejată de interes național ce corespunde categoriei a IV-a IUCN (rezervație naturală de tip forestier), situată în Transilvania, pe teritoriul județului Mureș.

## Localizare
Aria naturală se află în partea sud-estică a Depresiunii colinare a Transilvaniei, în nord-estul județului Mureș, pe teritoriul administrativ al comunei Gurghiu, pe drumul județean DJ153C, care leagă municipiul Reghin de satul Ibănești.

## Descriere

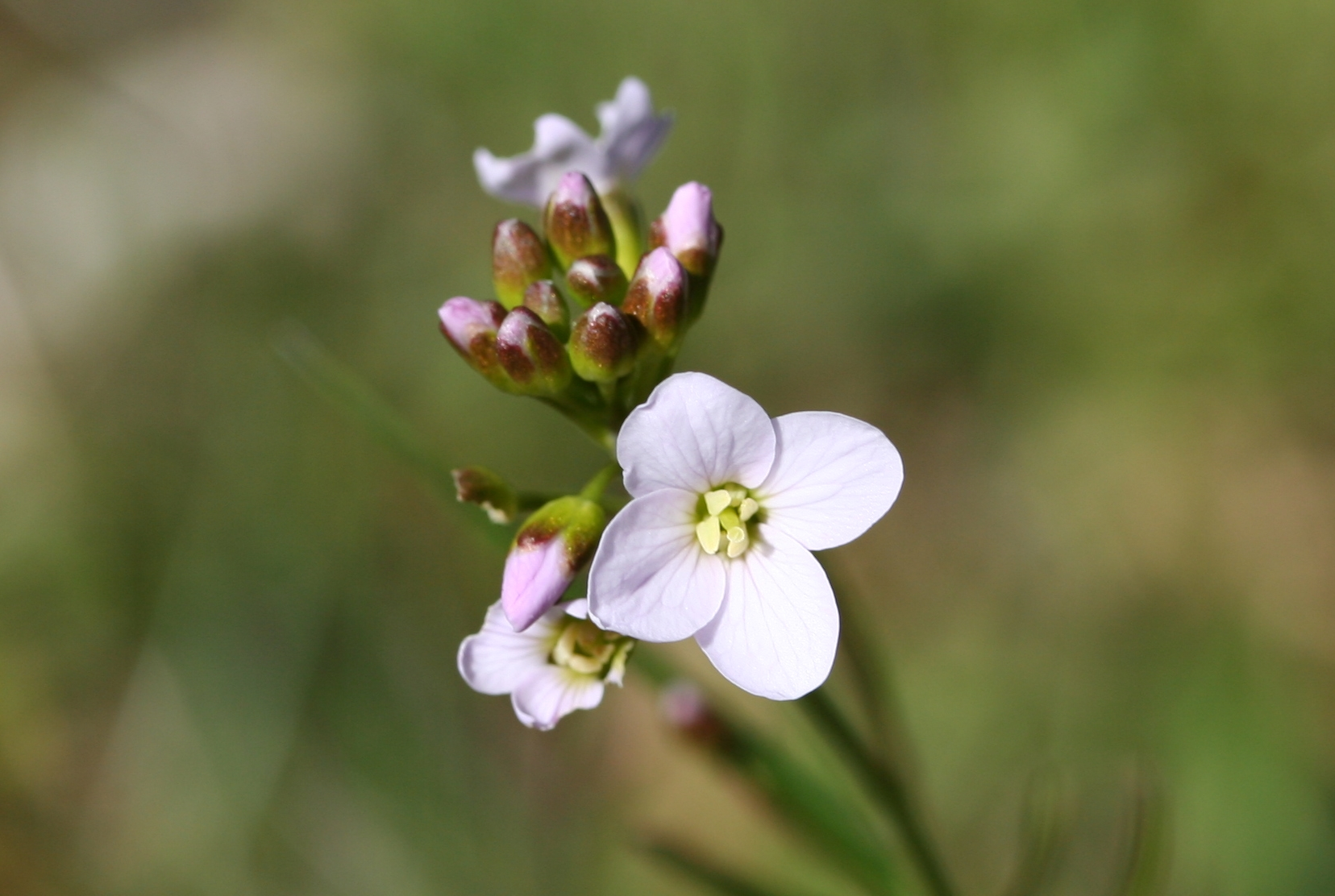
Stupitu cucului (Cardamine pratensis)

Rezervația naturală a fost declarată arie protejată prin Legea Nr.5 din 6 martie 2000, publicată în Monitorul Oficial al României, Nr.152 din 12 aprilie 2000, privind aprobarea Planului de amenajare a teritoriului național - Secțiunea a III-a - zone protejate și are o suprafață de 3 hectare.
Poiana cu narcise se află la poalele vestice ale Munților Gurghiu (grupă muntoasă a Carpaților Moldo-Transilvani, aparținând de lanțului carpatic al Orientalilor, în bazinul hidrografic al râului Gurghiu) și este inclusă în situl de importanță comunitară - Mociar. 
Zona reprezintă o fâneață mezo-higrofilă, în arealul căreia au fost identificate mai multe specii de plante (ce conferă zonei un aspect peisagistic deodebit), printre care: narcisa (Narcissus stellaris), piciorul cocoșului (Ranunculus repens), bulbucul (Caltha palustris), floarea-cucului (Lychnis flos-cuculi), stupitu cucului (Cardamine pratensis), calcea calului (Caltha palustris), iarba-câmpului (Agrostis stolonifera), spetează (Juncus effusus), pipirig (Juncus efussus), firuță (Poa pratensis), păiuș roșu (Festuca rubra) sau rogoz (cu specii de: Carex brizoides și Carex lasiocarpa).

## Căi de acces
- Drumul național DN16, pe ruta: Cluj Napoca - Zorenii de Vale - Cămărașu - Silivașu de Câmpie, Bistrița-Năsăud - Urmeniș - Fărăgău -  Reghin - drumul județean DJ153C - Gurghiu.

## Monumente și atracții turistice
În vecinătatea rezervației naturale se află câteva obiective de interes istoric, cultural și turistic; astfel:
- Rezervația naturală de tip botanic Pădurea Mociar,
- Ansamblul castelului Bornemisza (Castelul Bornemisza, Parcul Dendrologic, Capela Rakoczi și turnul), construcție sec. XVIII-XIX, monument istoric (cod LMI MS-II-a-A-15692),
- Biserica reformată din satul Gurghiu, construcție 1756,
- Biserica romano-catolică din Gurghiu,
- Fabrica de porțelan din Gurghiu, construcți,e secolul al XVII-lea, monument istoric (cod LMI MS-II-a-A-15691),
- Așezarea romană romană de la Gurghiu (Epoca romană),
- Situl arheologic de la Gurghiu (cetăți medievale din sec. XIV; Epoca medievală).